# Ренальдини, Карло
Карло Ренальдини (Ринальдини; 1615—1698) — итальянский физик и математик.
В молодости был инженером папской армии В 1648—1657 гг. — профессор Пизанского университета. В 1657 г. при основании во Флоренции Академии опытов избран в число девяти её членов. С 1667 г. — профессор Падуанского университета. Был учителем принца Козимо II.
Исследования в области молекулярной физики, теплоты. Совместно с другими членами Академии занимался конструированием и совершенствованием термометров, барометров, гигрометров и др., принимал активное участие во всех проводимых в академии опытах.
Предложил («Philosophia naturalis», Падуя, 1694) в качестве фиксированных точек термометра принять температуру таяния льда и температуру кипения воды. Предложил деления шкалы термометра на 12 равных частей и другое деление, основанное на определении температуры смеси воды, близкой к замерзанию, с кипящей водой в разных отношениях. Выполнил астрономические наблюдения с гномоном Тосканелли в базилике Санта-Мария-дель-Фьоре во Флоренции.

Opus mathematicum, 1655

В сочинении «Opus mathematicum» (1655) изложил способ деления окружности на произвольное число равных частей. Предложил ряд важных для того времени математических задач.